# 강봉수 (법조인)
강봉수(康鳳洙, 1943년 ~)는 대한민국의 서울지방법원장 등을 역임한 법조인이다. 73살에 물리학 박사 학위를 취득했다.

## 생애
1943년 충청북도 충주시에서 태어난 강봉수는 청주고등학교와 서울대학교 법학과를 졸업하고 제6회 사법시험에 합격하였다. 
대구지방법원 등에서 판사, 부산고등법원, 서울고등법원 등에서 부장판사로 재직하고, 법원도서관장과 제주지방법원, 인천지방법원, 서울지방법원에서 법원장을 역임하였다.
1996년 법원도서관장으로 재직할 때, 판례.법령 등을 검색할 수 있는 MS-DOS용 `LX'프로그램을 직접 개발한 공로를 인정받아 법률문화상을 수상했으며 제주지방법원장으로 재직할 때는 청사 입구에 종합민원상담실을 별도로 설치하였다.
서울지방법원 법원장을 마지막으로 2000년에 법관에서 물러나 법무법인 태평양에서 변호사로 재직하였다. 소년 시절에 가졌던 물리학도로서 꿈을 이루기 위해 2009년 유학길에 올라 2016년 미국 캘리포니아 대학교 머세드 대학원에서 박사학위를 취득했다.